# Весёлое (Первомайский район, Крым)
Весёлое (также Весёлый, Октябрь, переселенческий участок 115а ; укр. Веселе, крымскотат. Vesöloye) — исчезнувшее село в Первомайском районе Республики Крым, располагавшееся на севере района, в степной части Крыма, на левом берегу реки Воронцовка, у границы с Красноперекопским районом, примерно в 3 километрах северо-восточнее современного села Правда.

## История
Первое документальное упоминание переселенческого участка 115а встречается на карте с еврейскими переселенческими отводами 1931 года в составе Фрайдорфского еврейского национального района. Участок получил название Весёлый, был образован колхоз им. Литвакова. После образования, в результате разукрупнения, в 1935 году Лариндорфского еврейского национального района (в 1944 году переименованного в Первомайский) село включили в новый район. Видимо, после ареста Литвакова в 1937 году колхоз был переименован в «Ройтер Октобер» (Красный Октябрь). Постановлением Оргбюро ЦК КПСС от 20 февраля 1939 года национальные районы были лишены этого статуса. Вскоре после начала отечественной войны часть еврейского населения Крыма была эвакуирована, из оставшихся под оккупацией большинство расстреляны. На последней предвоенной карте (издания 1942 года) селение подписано, как просто Октябрь.
С 25 июня 1946 года селение в составе Крымской области РСФСР, а 26 апреля 1954 года Крымская область была передана из состава РСФСР в состав УССР. Ликвидировано до 1960 года, поскольку в «Справочнике административно-территориального деления Крымской области на 15 июня 1960 года» селение уже не значилось (согласно справочнику «Крымская область. Административно-территориальное деление на 1 января 1968 года» — с 1954 по 1968 годы, как село Правдовского сельсовета).